# 8740 Вацлав
8740 Вацлав (8740 Václav) — астероїд головного поясу, відкритий 12 січня 1998 року.
Тіссеранів параметр щодо Юпітера — 3,290.
Астероїд названий на честь правителів династії Пржемисловичів, які носили ім'я Вацлав.